# Scalmicauda fuscinota
Scalmicauda fuscinota är en fjärilsart som beskrevs av Aurivillius 1905. Scalmicauda fuscinota ingår i släktet Scalmicauda och familjen tandspinnare. Inga underarter finns listade.